# Kääriösaari
Kääriösaari är en ö i Finland. Den ligger i sjön Puula och i kommunen Kangasniemi i den ekonomiska regionen  S:t Michel och landskapet Södra Savolax, i den södra delen av landet, 220 km norr om huvudstaden Helsingfors. Öns area är 1,9 hektar och dess största längd är 250 meter i nord-sydlig riktning.